# Чайльд
В Средневековье словом чайльд (англ. childe, child — буквально «ребёнок», др.-англ. Cild — «молодой лорд») называли дворянского сына, который пока не достиг титула рыцаря или ещё не заслужил своих шпор. Как ранг в рыцарстве, этот термин использовался в качестве титула, к примеру, «Чайльд Горн из Королевства Горн» — юноша, который покинул должность оруженосца, и находится на пути к титулу рыцаря.
Термин «чайльд» получил новую известность благодаря поэтическим произведениям эпохи романтизма, таким, как «Паломничество Чайльд Гарольда» Байрона и «Чайльд-Роланд дошёл до Тёмной Башни» Роберта Браунинга.
Чайльд в «Тёмной башне» Стивена Кинга, согласно словам Роланда Дискейна, «…название рыцаря — или стрелка — в поиске. И официально, и по-старому. Мы никогда не использовали его между собой … ибо это значит „святой“, „избранник Ка“. Мы никогда не любили так о себе думать, и я не думал о себе так в течение многих лет».
Также термин применяется как обозначение ожидаемого следующего этапа эволюции человека в повестях «Дорсай» Гордона Диксона.
В ролевой игре «Vampire: The Masquerade» и её ответвлениях термин обозначает «потомство» вампира, в этой связи называемого «Сиром».